# 凱文·麥卡錫罷免案
2023年10月3日，美國眾議院以216对210票表決通過由佛羅里達州第1選區眾議員馬特·蓋茲提出的议案——「罢免議長職位」，即解職動議，解除凱文·麥卡錫的眾議院議長一職。该弹劾案使得美國歷史上首位眾議院議長在任期內因罷免案通過而被解職。原议长下台后，新一届的議長選舉随即于10月份进行，麦卡锡宣布将不参与此次选举。

## 背景
在第118屆國會會期中，眾議院議長的罷免動議只需要由任何一名眾議員直接提出「騰出議長職位」议案即可启动，而且有關動議具有優先性質，議長必須在兩個立法天內將動議列入議程。该議會程序僅在眾議院中进行过兩次，分别是在1910年和2015年。
2023年9月，聯邦政府因撥款法案未通過而面臨停擺。右派的自由核心小组威脅麥卡錫如果與民主黨达成妥协則會提案罷免他。9月30日，在聯邦政府預期停擺限期數小時前，眾議院通過讓政府運作至11月17日的臨時議案以避免聯邦政府停擺，臨時議案之後獲參議院通過及總統簽署通過。
帶頭反對麥卡錫此作法的眾議員蓋茨在接受CNN訪問中，宣佈他會因麥卡錫與民主黨合作而發起罷免。

## 表決

### 擱置動議表決
| 政黨   | 政黨   | 同意  | 反對  | 棄權 |
| ------ | ------ | ----- | ----- | ---- |
|        | 共和黨 | 208   | 11    | 2    |
|        | 民主黨 | 0     | 207   | 5    |
| 得票率 | 得票率 | 47.5% | 50.3% | 2.2% |
| 總票數 | 總票數 | 208   | 218   | 7    |

擱置動議表決中，所有出席之民主黨議員皆投下反對票，而多數共和黨議員投下贊成票，只有安迪·比格斯、肯·巴克、提姆·伯切特、沃倫·大衛森、伊萊·克萊恩、馬特·蓋茨、鮑伯·古德、南希·梅斯、科里·米爾斯、馬特·羅森代爾、維多利亞·斯帕茲等人自行投下反對票。

### 騰出動議表決
| 政黨   | 政黨   | 同意  | 反對  | 棄權 |
| ------ | ------ | ----- | ----- | ---- |
|        | 共和黨 | 8     | 210   | 3    |
|        | 民主黨 | 208   | 0     | 4    |
| 得票率 | 得票率 | 50.1% | 47.8% | 2.1% |
| 總票數 | 總票數 | 216   | 210   | 7    |

騰出動議表決中，所有出席之民主黨議員皆投下贊成票，而多數共和黨議員投下反對票，只有安迪·比格斯、肯·巴克、提姆·伯切特、伊萊·克萊恩、馬特·蓋茨、鮑伯·古德、南希·梅斯、馬特·羅森代爾等人自行投下贊成票。

### 自主投票議員
此處列出了所有未依黨團立場投票的第118屆美國國會聯邦眾議員。
| 議員             | 政黨   | 選區               | 擱置動議 | 騰出動議 |
| ---------------- | ------ | ------------------ | -------- | -------- |
| 安迪·比格斯      | 共和党 | 亞利桑那州第五     | 反對     | 解職     |
| 肯·巴克          | 共和党 | 科羅拉多州第四     | 反對     | 解職     |
| 提姆·伯切特      | 共和党 | 田納西州第二       | 反對     | 解職     |
| 科里·布希        | 民主党 | 密蘇里州第一       | 缺席     | 缺席     |
| 約翰·卡特        | 共和党 | 德克薩斯州第三十一 | 缺席     | 缺席     |
| 伊萊·克萊恩      | 共和党 | 亞利桑那州第二     | 反對     | 解職     |
| 沃倫·大衛森      | 共和党 | 俄亥俄州第五       | 反對     | 反對     |
| 馬特·蓋茨        | 共和党 | 佛羅里達州第一     | 反對     | 解職     |
| 鮑伯·古德        | 共和党 | 維吉尼亞州第五     | 反對     | 解職     |
| 蘭斯·古登        | 共和党 | 德克薩斯州第五     | 凍結     | 缺席     |
| 安娜·保利娜·盧納 | 共和党 | 佛羅里達州第十三   | 缺席     | 缺席     |
| 南希·梅斯        | 共和党 | 南卡羅萊納州第一   | 反對     | 解職     |
| 科里·米爾斯      | 共和党 | 佛羅里達州第七     | 反對     | 反對     |
| 南西·裴洛西      | 民主党 | 加利福尼亞州第十一 | 缺席     | 缺席     |
| 瑪莉·佩爾托拉    | 民主党 | 阿拉斯加州         | 缺席     | 缺席     |
| 馬特·羅森代爾    | 共和党 | 蒙大拿州第二       | 反對     | 解職     |
| 維多利亞·斯帕茲  | 共和党 | 印第安納州第五     | 反對     | 反對     |
| 艾米利亞·塞克斯  | 民主党 | 俄亥俄州第十三     | 缺席     | 缺席     |
| 腓德利卡·威爾遜  | 民主党 | 佛羅里達州第二十七 | 缺席     | 解職     |

## 后果
罷免眾議院議長麥卡錫后，美國眾議院需要在短期舉行選舉，重新選出眾議院議長。麥卡錫已經表明，不會重新參與議長選舉。

## 反應與分析
这次罢免案可以看作是一次美国政党矛盾极化的表现，随着美国去工业化，自九十年代起贫富差距不断扩大，右翼民粹浪潮崛起，原本可以互相在政治利益上妥协的两党越来越水火不容，而政策方向也渐行渐远，具体表现便是议会中温和派的议员自二十世纪八十年代起逐渐减少。特朗普作为美国的新右翼政客，不断冲击共和党原本较为保守妥协的政策，同时煽动民众情绪，直接造成2021年美国国会大厦袭击事件的发生，动摇了长期以来美国人引以为傲的自由民主制度。共和党也因为保守派与激进派的政策分歧逐步走向分裂。本次财政预算案不能通过差点导致联邦政府停摆，而当两党试图达成妥协时又被激进派破坏，民主党尽管乐见其成，然而在罢免案投票时全数反对麦卡锡留任的态度还是违反了一贯以来两党协商的惯例，几乎任由美国政局走向不稳定。不过从此事或可以看出特朗普在共和党内仍具有较大影响力，2024美国大选中其将成为现任总统乔·拜登的强劲对手。

### 被罷免人凱文·麥卡錫議長
解職案通過後，凱文·麥卡錫宣佈將不會進行公開競選活動，且不再尋求再次當選聯邦眾議院議長。此事態發展使聯邦眾議院共和黨議員群龍無首，再未有明確表態將領導眾議院共和黨多數派的繼任者前，由派翠克·麥克亨利暫時接任該職位。

### 共和黨
多數共和黨人譴責解職凱文·麥卡錫一案，前副總統麥克·彭斯表示：「混亂從來不是美國的長處，更不是身陷困境的美國家庭之友。」，前聯邦眾議院議長紐特·金瑞契更譴責馬特·蓋茨正在「積極破壞保守派運動」，同時要求聯邦眾議院共和黨議員應該驅逐馬特·蓋茨。嗣後，共和黨眾議院同僚已拒絕讓蓋茲在黨團核心小組內辯論，甚至把他趕到民主黨會議室，並商議其退黨的可能性。
部分共和黨人譴責民主黨不支持凱文·麥卡錫，两党议员组成的解決問題黨團會議内的共和黨人更威脅要在民主黨表決後退出黨團會議，共和黨眾議院全國委員會更因此稱民主黨為「混亂決策會議」（Chaos Caucus）。
隨著聯邦眾議院臨時議長派翠克·麥克亨利宣布進行為期8天的休會，聯邦眾議院將暫時停止所有的立法程序。共和黨會議定於10月10日重新召開提名會議，將提名候選人參加隔日的議長選舉。

### 民主党
一些民主党人似乎认为凯文·麦卡锡被免职引发的混乱对他们相当有利，不过事实上对麦卡锡的罢免不仅仅出于政党利益，一连串的不满也让凯文·麦卡锡无法赢得他们的支持。民主党人认为，凯文·麦卡锡在2021年美国国会大厦袭击事件后先是谴责特朗普在其中扮演的角色，然后又支持特朗普，这种做法首鼠两端，证明他实在不值得被信任。凯文·麦卡锡在临时拨款法案中放弃对乌克兰援助等试图安抚特朗普等新右翼政客的做法亦激怒了民主党人。